# Fürstein
Der Fürstein ist ein Berg in den Emmentaler Alpen auf der Kantonsgrenze der Schweizer Kantone Luzern und Obwalden. Mit 2040 m ü. M. Höhe ist er der höchste Gipfel in der Region des Glaubenbergpasses und ein beliebtes Wander- und Skitourenziel. Alternativ kann er auch von Flühli erreicht werden.
Die zwei Nebengipfel Fürstein Südgipfel (1994 m) und Chli Fürstein (1900 m) schliessen sich südlich eines rund 1950 m hohen Sattels an. Die West- und Nordseiten des Grasbergs fallen steil und felsig rund 200 Meter ab, die Ost- und Südflanken sind weniger steil. Südöstlich liegen auf 1689 m Höhe das Sewenseeli, etwas darüber die Alp und Kapelle Ober Sewen. Gegen Osten geht der Grat in den Wissguber (1941 m) über.

## Bilder

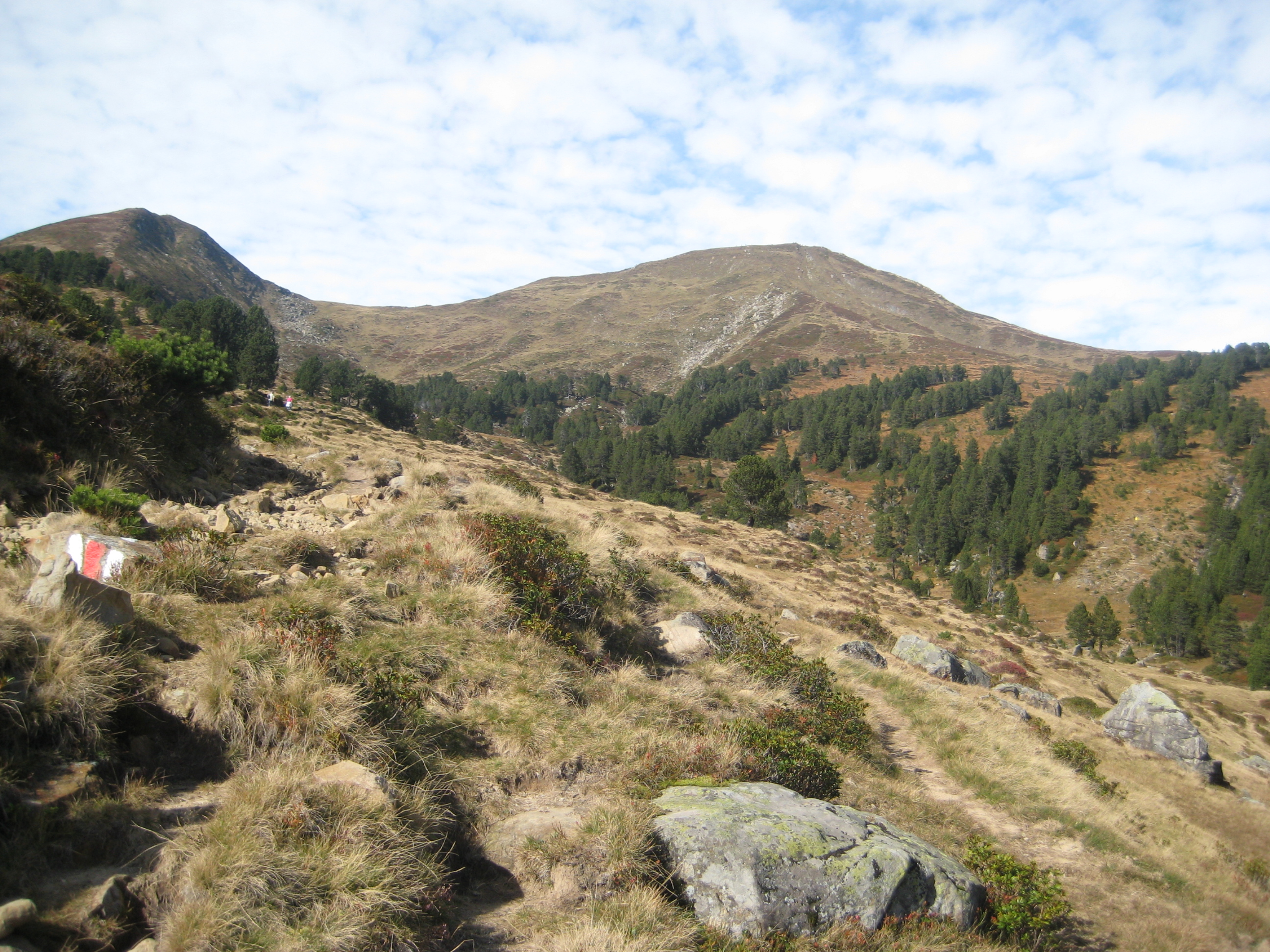
Ostseite von Sewen mit Südgipfel links
Gipfel mit Kreuz
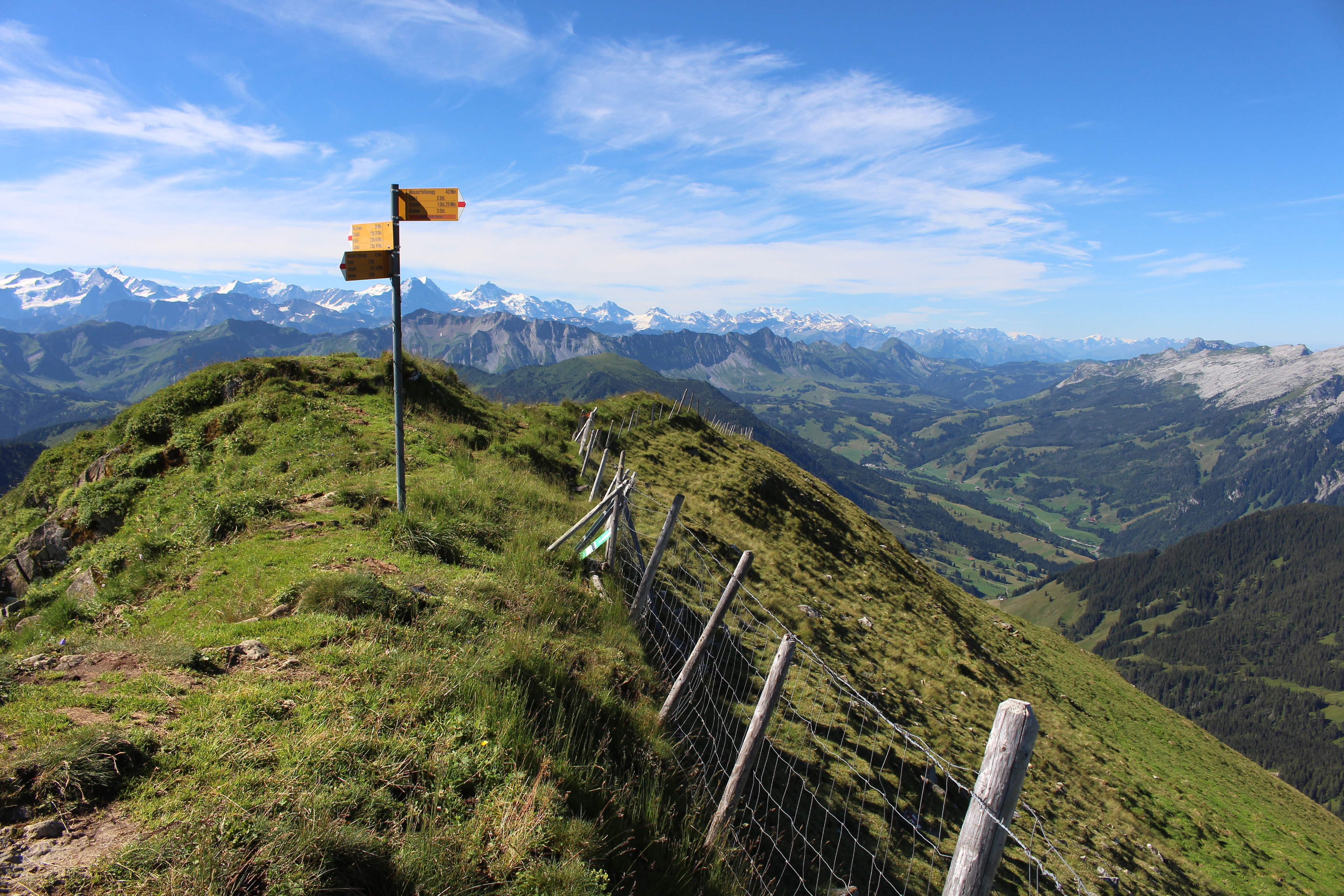
Blick vom Kreuz nach Süden zu den Berner Alpen